# 김재권 (시인)
김재권(1956년 ~ )은 대한민국의 시인이자 컬럼리스트로 필명은 도이이다. 서울특별시 신당동에서 태어났으며, 경희대학교 경영행정대학원에서 재무관리를 전공하였다.

## 약력
1965년 《소년한국일보》 주최 소년소녀글짓기대회에서 입상한 것을 계기로 2001년 《문학세계》에 <熱情> 외 4편이 당선되어 등단하였다.

## 경력
- 우당문학회 초대회장
- 신춘문예사 고문

## 활동
시집 <그 사람이 당신이었으면 좋겠습니다>가 있으며, 동인지「상황문학」2집 ~ 7집이 있다. 신문과 문예지에 칼럼과 시를 발표하고 있으며, 2009년 현재 시문학강의와 더불어 도이 시창작 스터디그룹을 개설해 후학을 양성하고 있다.

## 저서
- 시집《그 사람이 당신이었으면 좋겠습니다》(한글, 2007) ISBN 10-8970732691
- 동인지「상황문학」2집~7집이 있다.

#### 시작노트
- 시집 《그 사람이 당신이었으면 좋겠습니다》는 (여행길) (그 사람이 당신이었으면 좋겠습니다) (순애(純愛)) (동자승의 미소))를 소제목으로 모두 4부로 나뉘어 있다. 도이 김재권의 시는“직접 가서 보고 느끼고 만지고 행하고 돌아와서는 이내 그리운 마음으로 시를 쓴다.”라는 소신대로, 여행의 멋과 맛을 자연과 사람을 사랑하는 뜨거운 마음으로 표현하고 있다.